# Джеймс Екгаус
Джеймс Кауер Екгаус (англ. James Cower Eckhouse народився 14 лютого, 1955) — американський актор, відомий своєю роллю Джима Волша в телевізійному серіалі «Беверлі-Гіллз, 90210», у якому він знімався, починаючи з пілотного епізоду до фіналу п'ятого сезону — з 1990 по 1995 рік, і навіть був режисером кількох серій.

## Біографія
Джеймс народився 14 лютого 1955 році в Чикаго. Замолоду він найбільше цікавився наукою. Джеймс навчався фізиці й біології в Кембриджі. Потім Джеймс захопився театром і вирішив обрати для себе акторську кар'єру. Працював у різних театральних компаніях у Чикаго. З початку 1980-х почав зніматися в кіно і на телебаченні.
7 серпня 1982 року одружився з Шейлою Волш. У них народилися два сини — Джеймс Гебріель і Джон Александер. Свій вільний час Джеймс Екгаус любить проводити зі своїми синами й дружиною. Йому подобається теслювати.